# Giovanni Ruggeri (giornalista)
Giovanni Ruggeri (Spalato, 5 febbraio 1928 – Milano, 16 marzo 2006) è stato un giornalista e scrittore italiano.

## Biografia
Come giornalista specializzato nel mondo slavo, dopo un inizio come corrispondente dall'estremo oriente, dall'Africa e dall'America Latina, lavorò molto su reportage dalla zona dell'allora Patto di Varsavia, in particolare dalla Polonia, dalla Bielorussia e dai Balcani; è stato inviato del settimanale Gente ed autore per la televisione e radio, principalmente la Radiotelevisione di Zagabria e Radio Capodistria.
È stato direttore della collana I Libri del dissenso dell'Editore Vallecchi, e della collana Studio di Longanesi. Oltre a questi, ha curato anche la traduzione dal serbocroato di La letteratura socialista di Sveta Lukić, (Longanesi) e la traduzione dal russo di R racconti di Boris Pasternak, per Rusconi.
Tra le sue opere più note, vi è la pubblicazione in occidente dei memoriali di Władysław Gomułka (segretario del Partito Operaio Unificato Polacco) e di Gustáv Husák (segretario del Partito Comunista di Cecoslovacchia), entrambi incarcerati dal regime comunista sovietico.
Durante la sua permanenza a Belgrado e Zagabria, con alcuni editoriali contribuì a rendere popolare la letteratura di Franz Kafka, fino ad allora osteggiata dal regime.
Verso la fine del XX secolo è diventato noto soprattutto per alcuni libri-inchiesta, indagini di stampo giornalistico in ambito politico, in cui analizzò il sorgere e l'affermarsi del fenomeno Berlusconi. La sua prima pubblicazione di successo fu Berlusconi. Inchiesta sul signor Tv, scritto con Mario Guarino e pubblicato da Editori Riuniti nel 1987, ben prima della discesa in politica dell'imprenditore milanese. La gestazione del libro fu travagliata e circondata da polemiche. Quando fu pubblicato, vendette due edizioni in pochi giorni e rimase nelle classifiche dei best seller dall'inizio di aprile a fine giugno. Gianni Barbacetto su Diario dell'11 maggio 2007 ricorda che Editori Riuniti fu attaccata con una lunga serie di cause civili e penali, e che ci furono pressioni per far scomparire l'opera dalle librerie. Berlusconi secondo Barbacetto avrebbe spinto sul PCI, che indirettamente controllava la casa editrice, per cessare la distribuzione del libro per non danneggiare gli affari di Fininvest in Unione Sovietica.
Nel 1993 alcune parti vennero riprese in Berlusconi 1, un saggio-miscellanea a cura di Floriano De Angeli edito dal Centro documentazione di Mafia Connection.
Nel 1994 Ruggeri ripubblicò Berlusconi. Inchiesta sul signor Tv, passando alla casa "alternativa" milanese Kaos edizioni. Il testo venne rimaneggiato e aggiornato, e ottenne di nuovo successo di pubblico, scalando la classifica e attestandosi nei primi dieci libri più venduti in Italia per tutto il periodo dalla pubblicazione, da febbraio sino a giugno. Nella classifica limitata a opere di saggistica, il volume oscillava tra il primo e il secondo posto. Il libro ritornò tra i best seller di nuovo a settembre e ottobre.
Nell'introduzione di questa edizione è presente un resoconto degli ostacoli incontrati nella pubblicazione della prima edizione di Editori Riuniti. Silvio Berlusconi, nei vari tentativi per bloccare l'uscita del libro, citò Ruggeri e Mario Guarino per diffamazione; il 27 settembre 1988 Berlusconi fu riconosciuto colpevole di falsa testimonianza presso il Tribunale di Verona; la sentenza è stata annullata dall'amnistia del 1990, mentre Ruggeri e Guarino, dal marzo 1993 furono totalmente assolti dalla Cassazione dal reato di diffamazione.
Nel novembre dello stesso anno Ruggeri pubblicò, sempre con Kaos, Berlusconi. Gli affari del Presidente. Il libro ottenne grande successo, e subì persino opere di "pirateria" da parte di editori che copiarono intere parti del libro illecitamente, o addirittura pubblicando l'intero testo su Internet. Venne pubblicata anche una versione ufficiale tedesca, Berlusconi Showmaster der Macht (Gatza Verlag, Berlino)

## Controversie
- Silvio Berlusconi citò Ruggeri e Mario Guarino per diffamazione; Ruggeri e Guarino, a marzo 1993 furono assolti dalla Cassazione dal reato di diffamazione.
- In seguito alla pubblicazioni di sue opere su Berlusconi, fu oggetto di un'interrogazione urgente al Ministro dell'interno da parte del senatore Antonio Serena, e di diverse interpellanze Presidente del Consiglio dei Ministri da parte dei parlamentari, che invitavano i personaggi coinvolti nell'inchiesta a querelare Ruggeri.
- A partire dal 5 giugno 1995 il giornalista Massimo Fini condusse dalle colonne de L'Indipendente una campagna stampa che invitava gli interessati, e in particolare Cesare Previti, a querelare l'autore o ad ammettere di "essere un delinquente". Previti citò per diffamazione la testata e il giornalista, oltre a Ruggeri. Il 3 dicembre 1999 il Tribunale civile di Roma ha respinto le richieste del deputato, condannandolo a rifondere le spese processuali e riconoscendo nella sentenza l'obiettività e la veridicità dei fatti contestati (principalmente legati alle trattative poco chiare legate all'acquisto ad un prezzo irrisorio da parte di Berlusconi della villa di Arcore, acquisita tramite Previti, che svolse il duplice ruolo di avvocato di Berlusconi e di gestore del patrimonio della marchesa Annamaria Casati Stampa, comprendente la villa da vendere).

## Opere
- Berlusconi. Inchiesta sul signor Tv, scritto con Mario Guarino, Roma, Editori Riuniti, 1987
- Berlusconi. Tutti gli affari del Presidente, Milano, Kaos Edizioni, 1994  ISBN 978 8879530385